# Krzysztof Ignaczak
Krzysztof Ignaczak (* 15. Mai 1978 in Wałbrzych) ist ein polnischer Volleyballspieler. Er nahm an drei olympischen Turnieren teil und wurde 2009 Europameister.

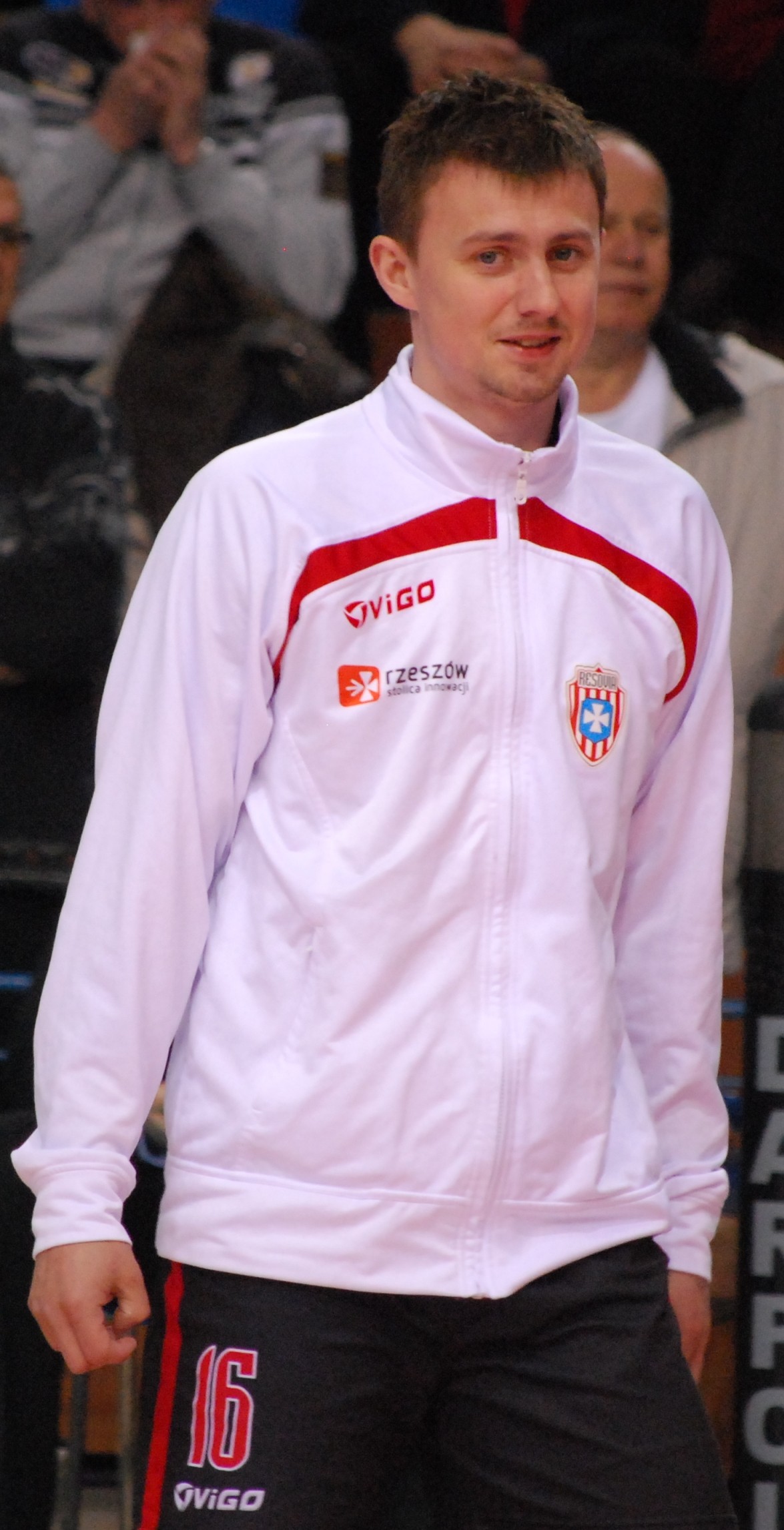
April 2010

## Karriere
Ignaczak wurde 1996 mit den polnischen Junioren Europameister und ein Jahr später Weltmeister. 1998 debütierte er in der A-Nationalmannschaft. In der folgenden Saison spielte er in seiner Heimatstadt bei Chełmiec Wałbrzych. 1999/2000 war er bei Kazimierz Płomień Sosnowiec aktiv, bevor er von AZS Częstochowa verpflichtet wurde. Mit Częstochowa erreichte der Libero 2001 den zweiten Platz in der polnischen Liga. Die nächsten beiden Spielzeiten beendete der Verein ebenfalls als Vizemeister. Danach wechselte Ignaczak zu Skra Bełchatów. 2004 nahm er am olympischen Turnier teil, bei dem die Polen das Viertelfinale erreichten und den fünften Platz belegten. Mit Bełchatów gelang dem Libero 2005 das Double aus nationalem Pokal und Meisterschaft. 2006 und 2007 wiederholte der Verein diesen Erfolg. Anschließend kam er zu seinem aktuellen Verein Resovia Rzeszów. Bei den Olympischen Spielen 2008 belegte Polen nach dem Aus im Viertelfinale erneut den fünften Rang. 2009 nahm Ignaczak als polnischer Vizemeister an der Europameisterschaft teil und gewann mit der Nationalmannschaft den Titel. Zwei Jahre später wurden die Polen sowohl in der Weltliga als auch bei der EM 2011 Dritter und außerdem Zweiter im World Cup. 2012 gewann Ignaczak mit Rzeszów die polnische Meisterschaft und mit der Nationalmannschaft die Weltliga. In London nahm er zum dritten Mal am olympischen Turnier teil.